# Tildío
Tildío är en ort i kommunen Polotitlán i delstaten Mexiko i Mexiko. Samhället hade 327 invånare vid folkräkningen 2020.